# Advance/また朝が来る
「advance/また朝が来る」（アドバンス / またあさがくる）は、TOKIOの41作目のシングル。2010年2月3日にJ Stormから発売された。

## 概要
表題曲の一つ「advance」はヤマト運輸のTVCMソングに、もう一つの表題曲「また朝が来る」はNHKのテレビドラマ『ROMES/空港防御システム』の主題歌に、カップリング曲の「CRY FOR THE MOON」は、フジテレビ系テレビドラマ『0号室の客』の主題歌になっている。
初回限定盤1、初回限定盤2、通常盤の3形態で発売されており、初回限定盤1と初回限定盤2にはDVDが付属している。初回限定盤1のDVDには「advance」のミュージックビデオとメイキングが、初回限定盤2のDVDには「また朝が来る」のミュージックビデオとメイキングがそれぞれ収録されている。また、通常盤のみカップリング曲とBacking Trackが収録されている。

## 収録曲

### CD
※は通常盤のみ収録。
1. advance
作詞・作曲：小形誠、編曲：大西省吾
  - 「ヤマト運輸」TVCMソング
2. また朝が来る
作詞：山原一浩、阿部祐也、作曲・編曲：山原一浩
  - NHK テレビドラマ『ROMES/空港防御システム』主題歌
3. CRY FOR THE MOON ※
作詞・作曲・編曲：オオヤギヒロオ、Horn Arrangement：村田陽一
  - フジテレビ系テレビドラマ『0号室の客』主題歌
4. Period ※
作詞・作曲：清水昭男、編曲：長岡成貢
5. advance （Backing Track） ※
6. また朝が来る（Backing Track） ※
7. CRY FOR THE MOON （Backing Track） ※

### DVD

#### 初回限定盤1
1. 「advance」（Video Clip）
2. 「advance」（Making）

#### 初回限定盤2
1. 「また朝が来る」（Video Clip）
2. 「また朝が来る」（Making）

## 映像作品
advance
- OVER/PLUS

Period
- OVER/PLUS